# ひらめきはつめちゃん
『ひらめきはつめちゃん』は、大沖による日本の漫画作品。『月刊コミックブレイド』（マッグガーデン刊）にて2009年2月号より連載開始。同誌がオンライン雑誌に移行した後も連載を継続し、2015年11月15日配信分にて最終回を迎えた。

## あらすじ
天才小学生、平目木はつめの発明品「はこ」はネジを差し込むことで、おっきくなったり爆発したり、色んなことが起こっちゃう！楽しくてちょっと変わった毎日をおくるシュール&キュートなハートフルギャグストーリー。

## 登場人物
平目木 はつめ
小学1年生の女の子。父はつのりの仕事を見よう見まねで覚えて、「はこ」（後述）を完成させた、天才少女。好きな教科は、算数・理科・図工。好物はグミとゆばで、カレー等にも入れようとする。好きなアニメは「発明戦士ニシヤマ」（後述）。頭の横から髪が出ている。無邪気。
適当なことを言うこともあるが、父親や友人想いの優しいところもある。
初期案では頭の横から髪は出ていなかったらしい。
平目木 はつのり
はつめの父。発明家。常時作業着着用。いろんな色の作業着を持っているらしい。頼りない父でありいつもはつめやはこに振り回されている。
めいこが外働きのため家事は大体彼が行なっているらしく、料理ははつめにも好評。
副業（実際は本業になっている）として機械の部品製作等の仕事も請け負いそちらはそれなりにこなしている様だが、肝心の発明に関してはいまいち使えない物が多く、既にはつめに追い抜かれている感が強い。
トラブルが起こるたびに自分の発明品を生かそうとするが、はつめの「はこ」の性能の前に驚愕、落胆するというのが定番となっている。
単行本の巻末には「ひらめかないはつのり氏」という4コマ漫画が載っている。
平目木 めいこ
はつめの母。会社員だが、父はつのりの収入だけで食べていけないから、という理由で働いている訳ではないらしい。家にいる時間は比較的少ないが家族を大事に想っている。
1話で起こった大事件の際も「まいっか」の一言で片付ける度量の深さを持つ。
はこ
はつめが持ち歩いている箱。ネジを入れると腕が伸びる、車輪が出るといった様々な形状に変形する。現代の科学ではありえないほどの機能を秘めており、たびたびはつのりを驚愕させている。しゃべるとき（アナウンス以外では）はふきだしではなく、「＼よう／」のように大沖の同人誌や他作品に見られる特徴が使われている。
はこ1号は第1話で家を爆発させたあと、家になり、その後、はつめは2号を持ち歩いている。はつめの頭の上に乗っていることが多い。万能の箱だが謎の箱である。適当に作ったのではつめにもよくわからない。
照茂 ケイ
はつめのいとこであり、友達であり、また同じ学校にも通っている少女。変わったものが好きだが自覚がない。好きな教科は、国語・音楽。
登場初期ははつめのボケに対してツッコミを入れることもあったが、ツッコミ役となるたくとも遊ぶようになってからははつめとともにボケることが多くなった。はつめのボケに対して拳を握りながら「かっこいい！」などと強く同意することが多い。
樫尾 たく
はつめのクラスメイトの少年。「はこ」を悪の組織が作った秘密兵器だと思っていた。戦隊ものが好きらしい。
誤解が解けた後は友人となり一緒に遊ぶ仲となっているが、未だに「はこ」には驚かされていることが多い。
子供だけで遊ぶ際にははつのりの代わりにツッコミ役となる。
早川 あきら
はつめのクラスの担任教師。女性。眼鏡、お下げ、ジャージ姿。適当な発言で生徒達を煙に巻くが、授業はちゃんとやっているらしい。
平目木 はつよし
はつのりの兄。「はこ」の能力により、はつのりの夢の中で霊として出てきたが、実際は生きている。隣町在住の35歳。
校長
はつめの通う学校の校長。行事のたびにダジャレを披露するが、いつも寒い結果に終わる。
にぼし
捨て猫であったがケイの家で飼われることになった。
ケイの母
はつめの母の妹。理解の早い性格。
たくの父
「はこ」の能力に動じなかったり、家に訪問してきたはつめが靴を脱ぐのに手間取った時に「土足でもいいぞ」と言ったりかなり豪快な性格。豪快すぎる父の影響で、たくのツッコミが鍛えられたらしい。
はつのりが製作した機械の納品先の社長を務めている。
たくの母
海外出張が多く、家を留守にしていることが多い。
西山
はつめの好きなアニメ「発明戦士ニシヤマ」の主人公。発明を得意とする中年男性で、発明品を使って悪い会社をこらしめている。
シール付の発明戦士ニシヤマチョコは子供達の間でも人気。様々なバリエーションが用意されているが、担任の早川には全く理解ができなかった。
サキ、マキ
はつのりの実家がある田舎に住む姉妹。サキは4年生でマキは来年小学生。
役尾 演志
今話題の俳優。

## 書誌情報
- 大沖 『ひらめきはつめちゃん』 マッグガーデン〈BLADE COMICS〉、全6巻
  1. 2010年1月24日初版発行（2010年1月9日発売[2]）、ISBN 978-4-86127-685-9
  2. 2011年5月25日初版発行（2011年8月10日発売）、ISBN 978-4-86127-874-7
  3. 2012年1月24日初版発行（2012年5月10日発売）、ISBN 978-4-86127-993-5
  4. 2013年9月25日初版発行（2013年9月10日発売）、ISBN 978-4-8000-0203-7
  5. 2014年11月10日発売、ISBN 978-4-8000-0377-5
  6. 2016年2月10日発売、ISBN 978-4-8000-0534-2